# Majorité sexuelle en Amérique du Nord et centrale

Âge de la majorité sexuelle en Amérique du Nord
puberté
12
13
14
15
16
17
18
Absence de données / autre

Âge de la majorité sexuelle en Amérique centrale
14
15
16
18

Âge de la majorité sexuelle dans les Caraïbes
12
15
16
18

L'âge de la majorité sexuelle diffère d'un pays à l'autre. Il est par exemple de 16 ans au Canada, varie entre 16 et 18 ans aux États-Unis en fonction de la législation propre à chaque État alors que certains États mexicains l'abaissent jusqu'à 12 ans. La loi peut également préciser le genre d'activité(s) sexuelle(s) autorisées ainsi que l'âge à partir duquel elles le sont en fonction du sexe et des habitudes des protagonistes. Compte tenu du volume important des données, nous avons scindé le continent américain en Amérique du Nord et Amériques centrale et du Sud. Celles-ci sont traitées séparément mais il est évident que cette scission est purement artificielle pour éviter une longueur excessive de l'article. Chaque pays est classé par ordre alphabétique.
Le texte de cet article est à jour à la date du 15 mai 2009

## Amérique du Nord

### Bahamas
L'âge de la majorité sexuelle est de 16 ans aux Bahamas pour ce qui est des relations hétérosexuelles et de 18 ans en cas d'homosexualité. L'homosexualité ayant été dépénalisée en 1991, elle reste un délit si elle est évidente pour le public et passible de 20 ans de prison ferme
Lire aussi
- Gay Times informations sur les Bahamas ;
- Interpol's Page d'information sur les Bahamas.

### Bermudes
Les Bermudes sont des territoires d'outre mer appartenant au Royaume-Uni. L'âge de consentement y est de 16 ans pour ce qui est des rapports hétérosexuels et saphistes ; de 18 ans en cas d'homosexualité masculine.
L'homosexualité masculine a été légalisée en 1994 aux Bermudes lors de l'entrée en vigueur de la loi ci-dessus[réf. nécessaire].

### Canada
Le  « Tackling Violent Crime Act » a effet du 1er mai 2008 institue un âge de la majorité sexuelle de 16 ans au Canada.
Il a été prévu deux exceptions, dans cas où l'âge des parties serait très proche et en fonction de celui du plus jeune. Un/une jeune peut donner son accord à un acte sexuel dès douze ou treize ans à la condition que la différence d'âge n'excède pas deux ans. Cette différence d'âge est portée à cinq ans maximum lorsque le/la partenaire le/la plus jeune a atteint quatorze ou quinze ans.
Le Canada est une fédération d'États, mais la loi (y compris celle définissant l'âge de la majorité sexuelle) relève exclusivement de la compétence de la juridiction gouvernementale fédérale. En conséquence, l'âge de consentement est le même sur tout le territoire. Le paragraphe 151 du Code criminel canadien rend criminelles les relations sexuelles sur toute personne mineure de 16 ans. Le paragraphe 153 condamne les relations sexuelles d'un/d'une mineur(e) de 18 ans dans trois circonstances : si l'une des parties est détentrice « d'une position dominante ou d'autorité » sur l'autre, s'il existe un lien de « dépendance » entre les parties ou si leur relation a un caractère d'« exploitation ». Cependant, les termes de « dépendance » ou d'« autorité » n'étant pas définis dans le Code Criminel, les différentes Cours ont jugé que les parents, les enseignants et les professionnels médicaux ont « autorité » sur le jeune qu'ils soignent ou à qui ils enseignent. Le paragraphe 153 (1.2) du code criminel prévoit qu'un juge peut prendre en compte l'âge du jeune, la différence d'âge existant entre les partenaires, comment leur relation a évolué, ainsi que l'importance du contrôle ou de l'influence que la personne la plus âgée a sur la plus jeune pour déterminer un caractère d'« exploitation ».
La loi réprimant l'exploitation « d'un mineur de 18 ans en position de dominé » a permis (Loi C-2 de 2005) au juge d'établir le caractère d'« exploitation » en fonction de l'âge du plus jeune partenaire, de leur différence d'âge, de l'évolution de leurs relations (c'est-à-dire la façon dont cette relation s'est développée : rapidement et secrètement sur Internet, par exemple), l'importance du contrôle et de l'influence exercée sur le plus jeune. Ces éléments d'appréciation, établis par la loi antérieurement à 2008, n'ayant pas été abrogés, restent toujours valables et peuvent s'appliquer aux adultes dans l'une de ces situations avec une jeune personne ayant atteint l'âge de la majorité sexuelle mais mineure de 18 ans (c'est-à-dire de âgée de 16-17 ans).
Lorsqu'un adulte est inculpé d'un délit commis aux paragraphes 151 du code criminel (ingérence sexuelle), 152 (invitation à des relations sexuelles), 153(1) (exploitation sexuelle), 160(3) (actes de bestialité commis en présence ou par un enfant) ou 173(2) (actes indécents) ou est sous l'inculpation d'un délit commis sous le paragraphe 271 (attentat à la pudeur), 272 (attentat à la pudeur commis avec une arme, menaces, ou coups et blessures) ou 273 (attentat à la pudeur aggravé) vis-à-vis d'un plaignant âgé de moins de quatorze ans, le consentement du plaignant ne constitue pas un moyen de défense vis-à-vis de l'acte qui est le sujet principal de l'inculpation.
Sodomie
Le paragraphe 159 du code criminel précisait jusqu'à 2019 que l'âge de la majorité sexuelle pour consentir à une sodomie étaient de 18 ans, sauf si les partenaires sont mariés entre eux (ce qui exclut qu'ils soient mariés chacun de son côté). La loi indiquait « mari et femme » , quand bien même les mariages entre personnes du même sexe sont autorisés au Canada depuis 2005.
Cependant, les Cours de l'Ontario (1995) et celles du Québec 1998 ont séparément déclaré le paragraphe 159 du code criminel canadien contraire à la constitution.
Historique
L'âge de la majorité sexuelle pour les rapports intravaginaux était auparavant de 12 ans que le Parlement a porté à 14 ans en 1890
Par le passé, celui qui enfreignait la loi était puni de réclusion à perpétuité et fouetté. Celui qui avait « tenté » de séduire une fille qui n'avait pas atteint l'âge de consentement était puni de deux ans d'emprisonnement et fouetté. Le Tackling Violent Crime Act entre en application à partir du mois de mars 2008. Il inclut, entre autres crimes, une augmentation de l'âge de la majorité sexuelle qui est porté à 16 ans au Canada. Le paragraphe 159 maintient cet âge à 18 ans pour la sodomie. Deux exceptions existent dans la loi pour des jeunes dont l'âge est très proche : l'une concerne les enfants de 12 et 13 ans à condition que leur différence d'âge soit tout au plus de deux ans ; l'autre concerne les enfants de 14 et 15 ans pour lesquels la différence d'âge doit être tout au plus de cinq ans.
Le saphisme n'a jamais été illégal dans les anciennes colonies anglaises ; la fellation a été légalisée en 1969 avec le même âge de consentement que celui pour les rapports vaginaux. La sodomie a été légalisée en 1969 mais à l'âge plus élevé de 21 ans (paragraphe 159). Cet âge a ensuite été abaissé à 18 ans en 1988 puis égalisé avec celui des autres rapports en 2019.
Lire aussi
- Code Criminel du Canada - Texte complet du code criminel sur le site du Ministère de la Justice du Canada.

### États-Unis
Les États-Unis d'Amérique sont une fédération de plusieurs États réunis en république. L'âge de la majorité sexuelle est établi par chaque État indépendamment des autres. Il existe bien plusieurs lois fédérales relatives à la protection sexuelle des enfants mais il n'en existe aucune qui impose un âge seuil pour avoir des rapports sexuels. 
Lire aussi
- FBI website - Passe en revue différents crimes fédéraux envers des mineurs sexuels ;
- Iowa's lifetime banishment for violating age of consent laws in any state. - Regard sur les lois concernant l'âge de la majorité sexuelle dans l'État de l'Iowa et réglementant les rapports sexuels consensuels entre adolescents ;
- avert.org's Tables indiquant l'âge de la majorité sexuelle dans les différents États du monde (dont les États-Unis) ;
- Moral Outrage Extraits d'articles de lois concernant tous les États des États-Unis et liens Internet ;
- Age of Consent Accurate AOC chart for all 50 US states and Washington DC. Liste des États possédant des failles et/ou des erreurs dans leur législation concernant l'âge de la majorité sexuelle.

### Mexique
L'âge de la majorité sexuelle sans restriction est de 18 ans au Mexique. Le Mexique étant une fédération d'États, l'âge minimum pour donner un consentement légalement valable varie entre 12 et 18 ans en fonction des lois propres à chaque État. La législation pénale du Mexique est sous la dépendance du gouvernement fédéral d'une part et des gouvernements de chaque État d'autre part. Les lois fédérales établissent à 12 ans l'âge minimum au-dessus duquel chaque État peut ensuite moduler sa législation. Cependant, il existe des lois de l'État purement locales qui transgressent la loi fédérale. En pratique, la décision de poursuivre quelqu'un en justice est laissée aux autorités administratives de l'État sans tenir compte de l'âge de la personne.

### Lois fédérales
L'article 261 du code pénal fédéral (Federal Criminal Code (PDF)) dispose que :

« Toute personne, sans l'arrière-pensée de copuler, réalise un acte sexuel sur une personne de moins de 12 ans qui est dans l'incapacité de comprendre le sens de l'acte ou qui, pour quelque raison que ce soit, est dans l'incapacité de résister ou demande à réaliser l'acte, sera sanctionné par 2 à 5 ans de prison ferme. Si le prévenu use de pressions morales ou de violences physiques, une majoration de peine représentant la moitié du temps de prison [infligé] sera ajoutée à la peine initiale. » (Traduction de l'espagnol).
L'article 266 se rapporte à l'article 265 qui prend en charge les viols d'adultes en général et établit une durée de détention de 8 à 14 ans pour les relations sexuelles obtenues par agression physique ou morale. L'article 266 rajoute que :
« C'est un équivalent du viol et sera passible de la même sanction pénale :

Première disposition : celui qui, sans violence, copule avec une personne âgée de moins de douze ans... »
La troisième disposition de cet article de loi applique les mêmes sanctions pénales à l'introduction d'objets dans le vagin ou l'anus, sans violence et dans le même but tendancieux sur une personne qui est dans l'incapacité de comprendre la signification de l'acte ou est dans l'incapacité de résister pour une raison quelconque. Si l'un quelconque des actes mentionnés ci-dessus est réalisé sous la menace ou avec des violences physiques, la peine infligée sera majorée de moitié.
L'article 266 bis édicte les circonstances dans lesquelles s'applique une majoration du temps d'incarcération de moitié

(a) Lorsque plusieurs personnes sont impliquées ;

(b) Lorsque le délit a été commis par un parent, un tuteur légal, un beau-père ou le « compagnon » (esp. : « amasio ») de la mère ;

(c) Lorsqu'un abus d'autorité a été commis par une personne au service de l'État (telle une personne effectuant un service civil) ;

(d) Lorsque le crime a été commis par une personne qui a la charge du mineur soit parce qu'il est en détention préventive soit qu'elle en est le tuteur ou l'éducateur, soit encore par abus de confiance.
L'article 262 sanctionne également un crime concernant les rapports sexuels consentis avec un adolescent âgé de 12 à 17 ans lorsque le consentement a été obtenu par duperie. La peine encourue est de 3 mois à 4 ans de prison ferme. Ce crime n'est cependant poursuivi que sur une plainte du mineur ou de ses parents ou encore de son tuteur légal, comme définis à l'Article 263.
Lire aussi
- (esp) (PDF) Version officielle du Code Pénal Mexicain ;
- (esp) Droit Pénal HTML/PDF, consultable par article ;
- (esp) « Site Interpol »(Archive.org • Wikiwix • Archive.is • Google • Que faire ?))

#### Lois propres aux États du Mexique
L'âge de la majorité sexuelle est :
- celui de la puberté au Nayarit et au Querétaro ;
- de douze ans dans les États suivants : Aguascalientes, Basse-Californie-du-Sud, Campeche, Chiapas, Guanajuato, Guerrero, Hidalgo, Jalisco, Morelos, Oaxaca, Puebla, San Luis Potosí, Sonora, Tabasco, Tamaulipas, Yucatán, Zacatecas ainsi que dans la ville de Mexico ;
- de treize ans au Nouveau León ;
- de quatorze ans dans les États de Basse-Californie, Colima, Chihuahua, Durango, Quintana Roo, Sinaloa, Tlaxcala, Veracruz ;
- de quinze ans dans l'État de Mexico ;
- de dix-huit ans dans l'État du Michoacán (depuis août 2006).

Tous les États mexicains (y compris la ville de Mexico) possèdent des lois réprimant la corruption de mineurs qui peuvent, sur la plainte des parents ou du mineur lui-même, sanctionner les relations sexuelles avec un mineur de moins de dix-huit ans. Il est à noter que beaucoup d'États mexicains qualifient néanmoins la corruption de mineur de « Delito Grave » (Crime Grave) dans leur code pénal alors qu'actuellement, les poursuites pour violation des lois sur la corruption de mineurs (et des lois concernant l'âge de la majorité sexuelle d'ailleurs) tend à devenir sporadiques, régionales et situations dépendantes.
De plus, tous les États possèdent des lois dites « Estupro » qui peuvent être utilisées pour poursuivre en justice, sur plainte des parents ou de la fille mineure elle-même, les adultes qui ont des rapports sexuels avec une fille « chaste » et « honnête » mineure de moins de dix-huit ans après l'avoir « séduite » ou « trompée » (par exemple en lui promettant le mariage).
Les procureurs de certaines juridictions mexicaines ont choisi de poursuivre les actes sexuels consensuels impliquant des adultes avec des mineurs sexuels en demandant systématiquement une peine de prison ferme.

#### District fédéral
L'âge de la majorité sexuelle dans le District Fédéral (la ville de Mexico) est de 12 ans, un des plus bas au monde. La législation pénale de la capitale du Mexique est proche de la loi fédérale sur ce sujet, bien que plus sévère sous certains aspects (sanctions plus sévères et définitions plus larges).
D'après la Jurisprudence du Gouvernement du District Fédéral (PDF) (en espagnol), Article 42, Disposition XII, l'Assemblée Législative a tout pouvoir pour légiférer en matière de droit pénal.
L'Article 175 du code pénal du District fédéral se rapporte à l'article 174 qui inflige une peine de prison de 6 à 17 ans en cas de viol entre adultes et définit la copulation comme étant « l'introduction du pénis dans le corps humain par le vagin, l'anus ou la bouche ». L'article 175 (violación) complète l'article 174 en disposant que :

« Équivaut à un viol et sera puni de la même façon

1re disposition - quiconque réalise une copulation avec un jeune âgé de moins de 12 ans ou avec une personne qui n'a pas la capacité de comprendre la signification de l'acte ou qui ne peut pas résister.

2e disposition - Est répréhensible du même crime quiconque introduit quelque élément que ce soit, instrument ou quelque partie du corps humain autre que le pénis dans le vagin, l'anus ou la bouche de ces mêmes personnes. »
L'article 177 réprime les « abus sexuels » ainsi que tous les autres actes « non voulus » : « [celui qui] sans intention de copulation, réalise néanmoins un acte à caractère sexuel sur une personne mineure de 12 ans qui n'a pas la capacité de comprendre la signification de l'acte ou qui, pour quelque raison que ce soit est dans l'incapacité de résister, ou [celui qui] demande à assister ou à réaliser un tel acte, seront punis d'un emprisonnement de 2 à 7 ans. »
En cas d'agression physique ou morale, les deux articles (175 & 177) prévoient une majoration de la peine de moitié. L'article 178 inflige une majoration de la peine des deux tiers dans les mêmes circonstances que celles prévues à l'article 266 bis de la loi fédérale (voir ci-dessus) avec deux circonstances supplémentaires : (disposition V) lorsque la victime se trouve dans un véhicule privé  ou un véhicule du service public et (disposition VI), lorsque le crime est commis dans un lieu désert ou isolé.
L'article 184 se rapportant à la corruption de mineurs peut être utilisé pour sanctionner l'adulte qui a des rapports sexuels avec une personne mineure de moins de dix-huit ans. La peine encourue est alors de sept à douze ans de réclusion. Cette situation se trouve partout à Mexico et peut être poursuivie sur plainte de la famille ou du mineur.

### Saint Pierre et Miquelon
La législation est celle de la France. Cf. Majorité sexuelle en France

## Amérique centrale
L'âge de la majorité sexuelle se situe entre 15 et 18 ans selon les six pays qui composent l'Amérique centrale.

### Belize
L'âge de la majorité sexuelle est de 16 ans au Belize pour les personnes hétérosexuelles. L'homosexualité est à nouveau réprimée depuis l'an 2000 sans tenir compte de l'âge : « Toute personne ayant une relation charnelle contre nature avec une autre personne ou un animal sera justiciable d'une réclusion de dix ans. » .

### Costa Rica
L'âge de consentement est de 15 ans au Costa Rica et indépendant de l'orientation sexuelle et du sexe des protagonistes. La « Sodomie scandaleuse » (Note de l'auteur de l'article : Cette traduction est une traduction littérale de l'espagnol. Je pense qu'il faut comprendre par cette circonlocution les sodomies qui sont réalisées en public ou moyennant finance) est un crime justiciable d'une incarcération. Celle-ci pouvant aller jusqu'à 4 ans. La législation est la suivante :

Code Pénal, loi no 4573 modifiée par l'amendement 197021 du  4 mars :
ARTICLE 382 - il sera imposé une peine de deux à trente jours :

...15) à celui qui aura pratiqué une sodomie sous une forme scandaleuse (en anglais).
- Droits LGBT au Costa Rica.

### Guatemala
L'âge de la majorité sexuelle se situe à 18 ans au Guatemala quels que soient l'orientation sexuelle et le sexe des protagonistes[réf. nécessaire].

### Honduras
L'âge de consentement est fixé à 15 ans au Honduras quels que soient l'orientation sexuelle et le sexe des protagonistes.

### Nicaragua
L'âge de la majorité sexuelle se situe à 18 ans au Nicaragua indépendamment de l'orientation sexuelle et du sexe des protagonistes[réf. nécessaire].

### Panama
L'âge de la majorité sexuelle se situe à 18 ans au Panama quels que soient l'orientation sexuelle et le sexe des protagonistes.

### Salvador
L'âge de la majorité sexuelle se situe à 18 ans au Salvador indépendamment de l'orientation sexuelle et du sexe des protagonistes[réf. nécessaire].

## Sources
- (en) Cet article est partiellement ou en totalité issu de l’article de Wikipédia en anglais intitulé « Ages of consent in North America » (voir la liste des auteurs).
- Fichiers Interpol.